# Henry Kaltenbrunn
Henry Gustaves Kaltenbrunn (ur. 15 maja 1897 we Vryburgu, zm. 15 lutego 1971 w Benoni) – południowoafrykański kolarz szosowy i torowy, dwukrotny medalista olimpijski.

## Kariera
Największe sukcesy w karierze Henry Kaltenbrunn osiągnął w 1920 roku, kiedy zdobył dwa medale podczas igrzysk olimpijskich w Antwerpii. W indywidualnej jeździe na czas reprezentant Związku Południowej Afryki zdobył srebrny medal, ulegając tylko Harry’emu Stenqvistowi ze Szwecji, a bezpośrednio wyprzedzając Francuza Fernanda Canteloube’a. W rzeczywistości najszybciej do mety dojechał Kaltenbrunn, Canteloube był drugi a Stenqvist trzeci, jednak po korekcie czasu (wynikającej z trudności na trasie) Stenqvista przesunięto na pierwsze miejsce. Na tych samych igrzyskach wspólnie z Jamesem Walkerem, Sammym Goosenem i Williamem Smithem zdobył brązowy medal w drużynowym wyścigu na dochodzenie. Na rozgrywanych cztery lata później igrzyskach olimpijskich w Paryżu Kaltenbrunn był jedenasty w indywidualnym wyścigu szosowym, a rywalizacji w wyścigu na 50 km na torze nie ukończył. Nigdy nie zdobył medalu na szosowych ani torowych mistrzostwach świata.